# Innocenty (Letiajew)
Innocenty, imię świeckie: Innokientij Aleksiejewicz Letiajew (ur. 26 maja?/7 czerwca 1882 w Bijsku, zm. w 1937) – rosyjski biskup prawosławny.

## Życiorys
W 1907 złożył wieczyste śluby mnisze, po czym został wyświęcony na hierodiakona. Dwa lata później ukończył Kazańską Akademię Duchowną z tytułem kandydata nauk teologicznych i został wyświęcony na hieromnicha. Od 1913 był przełożonym monasteru św. Włodzimierza w Irkucku oraz kierownikiem seminarium nauczycielskiego w Irkucku. Od 1914 do 1921 wykonywał analogiczną pracę w seminarium w Połtawie.
7 listopada 1921 został wyświęcony na biskupa klińskiego, wikariusza eparchii moskiewskiej. W roku następnym przystąpił do Żywej Cerkwi i z polecenia Wyższego Zarządu Cerkiewnego objął katedrę jekatierinosławską. Już w 1923 duchowny zerwał z Żywą Cerkwią i złożył akt pokutny, by wrócić do Patriarchatu Moskiewskiego. Od 1923 do 1926 był biskupem stawropolskim i kubańskim, zaś od 1926 do 1927 - krasnodarskim i kubańskim. Od października do listopada był wikariuszem eparchii jarosławskiej i rostowskiej, zaś od listopada do 1927 do 1932 - biskupem podolskim, wikariuszem eparchii moskiewskiej. Od 1932 do 1935 kierował eparchią włodzimierską i suzdalską.
W 1935 objął zarząd eparchii charkowskiej. Aresztowany w 1936, w 1937 został oskarżony o "uczestnictwo w kontrrewolucyjnej wojskowo-szpiegowskiej dywersyjno-terrorystycznej organizacji i przygotowaniach do powstania przeciw władzy radzieckiej", a następnie skazany na śmierć i rozstrzelany. Miejsce jego pochówku jest nieznane. W 1989 w pełni zrehabilitowany.